# 万盛基业
万盛基业投资有限责任公司，簡稱万盛基业投资或万盛基业，由2001年從中诚信托有限责任公司分拆成立，由北京盛源鑫和投资咨询有限公司、中国中煤能源集团公司、山东能源集团有限公司、冀中能源邢台矿业集团有限责任公司、盘江煤电（集团）有限责任公司、平顶山煤业（集团）有限责任公司、北京市大地科技实业总公司、山西焦煤集团有限责任公司、山西潞安矿业（集团）有限责任公司、福建省能源集团有限责任公司，以及淮北矿业（集团）有限责任公司組成。
主要業務投資房地產、無紡布、高新技術項目等。現任董事長赵卫星。

## 外部連結
- 万盛基业投资有限责任公司（页面存档备份，存于）